# Chaetonotus aequispinosus
Chaetonotus aequispinosus är en djurart som tillhör fylumet bukhårsdjur, och som beskrevs av Schrom 1972. Chaetonotus aequispinosus ingår i släktet Chaetonotus och familjen Chaetonotidae. Inga underarter finns listade i Catalogue of Life.